# Roy Revivo
Roy Revivo (hebreo: רוי רביבו; Tel Aviv, Israel, 22 de mayo de 2003) es un futbolista israelí que juega como defensa en el Maccabi Tel Aviv F. C. de la Liga Premier de Israel.

## Estadísticas

### Clubes
Actualizado al último partido disputado el 7 de mayo de 2023.
| Club                          | Div.          | Temporada     | Liga  | Liga  | Liga   | Copas nacionales | Copas nacionales | Copas nacionales | Copas internacionales | Copas internacionales | Copas internacionales | Total | Total | Total  |
| Club                          | Div.          | Temporada     | Part. | Goles | Asist. | Part.            | Goles            | Asist.           | Part.                 | Goles                 | Asist.                | Part. | Goles | Asist. |
| ----------------------------- | ------------- | ------------- | ----- | ----- | ------ | ---------------- | ---------------- | ---------------- | --------------------- | --------------------- | --------------------- | ----- | ----- | ------ |
| Maccabi Tel Aviv F. C. Israel | 1.ª           | 2021-22       | 0     | 0     | 0      | 1                | 0                | 0                | —                     | —                     | —                     | 1     | 0     | 0      |
| Maccabi Tel Aviv F. C. Israel | 1.ª           | 2022-23       | 0     | 0     | 0      | 1                | 0                | 0                | —                     | —                     | —                     | 1     | 0     | 0      |
| Maccabi Tel Aviv F. C. Israel | Total club    | Total club    | 0     | 0     | 0      | 2                | 0                | 0                | 0                     | 0                     | 0                     | 2     | 0     | 0      |
| Hapoel Jerusalem F. C. Israel | 1.ª           | 2022-23       | 16    | 0     | 1      | 0                | 0                | 0                | —                     | —                     | —                     | 16    | 0     | 1      |
| Hapoel Jerusalem F. C. Israel | Total club    | Total club    | 16    | 0     | 1      | 0                | 0                | 0                | 0                     | 0                     | 0                     | 16    | 0     | 1      |
| Total carrera                 | Total carrera | Total carrera | 16    | 0     | 1      | 2                | 0                | 0                | 0                     | 0                     | 0                     | 18    | 0     | 1      |

## Palmarés

### Títulos nacionales
| Título                 | Club                   | País   | Año  |
| ---------------------- | ---------------------- | ------ | ---- |
| Copa Toto Al           | Maccabi Tel Aviv F. C. | Israel | 2024 |
| Liga Premier de Israel | Maccabi Tel Aviv F. C. | Israel | 2024 |
| Supercopa de Israel    | Maccabi Tel Aviv F. C. | Israel | 2024 |
| Copa Toto Al           | Maccabi Tel Aviv F. C. | Israel | 2025 |
| Liga Premier de Israel | Maccabi Tel Aviv F. C. | Israel | 2025 |